# Wapen van Tongeren
Het wapen van Tongeren werd op 20 oktober 1819 aan de Belgisch Limburgse gemeente Tongeren toegekend. Dit wapen werd nog door de Hoge Raad van Adel goedgekeurd. Het huidige wapen is op 18 december 1991 per ministerieel besluit toegekend.

## Blazoenering
De blazoenering van het wapen luidt als volgt:
In zilver een verhoogde dwarsbalk van goud, getopt met vier aaneengesloten vairklokjes en vergezeld beneden van vijf aaneengesloten en aanstotende vairklokjes, geplaatst 3 en 2. Het schild getopt met een kroon met drie fleurons gescheiden door drie parels waarvan een verheven van goud, waarin een zwaan van natuurlijke kleur met een kroon van goud om de hals.
Het wapen is zilver van kleur. Net boven het midden is een gouden dwarsbalk geplaatst met daarboven vier aaneengesloten vairklokjes, onder de dwarsbalk nog eens vijf staande drie en twee. Op het schild een oude Franse markiezenkroon bestaande uit drie bladeren met daartussen twee keer drie parels. Op de kroon een witte zwaan met een kleine gravenkroon om de hals.

## Geschiedenis
Van Tongeren zijn meerdere zegels bekend. Het oudste bekende zegel is uit 1241. Dit zegel stamt uit de tijd dat de bisschop van Luik over het gebied heerste. Dit zegel vertoonde plaatselijke gebouwen. In deze tijd werden er ook tegenzegels gebruikt, dit zegel toonde een opvliegende adelaar. In 1409 werd er een zegel gebruikt waarop Maria en het kindeke Jezus staan afgebeeld. Zij zitten onder een gotische nis. Voor de heiligen staat een schild dat van vair is met daarop een dwarsbalk. Dit wapen is een variant op het wapen van de familie Van Elderen. Dit zegel bleef tot 1424 in gebruik. Tot aan het einde van het ancien régime werd een zegel gebruikt met daarop een topografische voorstelling.
Er zijn echter ook andere zegels gebruikt. In 1596 en 1747 werd een zegel gebruikt, in dit geval voor zakelijke afspraken, met daarop het stadswapen met daarop een traliehelm met dekkleden. Op de traliehelm stond een Franse markiezenkroon met daarin, als helmteken, een staande zwaan. De heeft om de hals een markiezenkroon. Op de gespreide vleugels heeft de zwaan kleine schildjes met daarop het stadswapen. De herkomst van de zwaan op dit wapen is onbekend, maar mogelijk refereert het aan het riddergeslacht Van Tongeren. Het riddergeslacht voerde een zwaan als helmteken. De zwaan heeft op elke vleugel een schildje met daarop het wapen van de stad.
De zegels werden eeuwen gebruikt, voor de ontwikkeling van het wapen zeggen deze dus weinig. In Tongeren is ook een steen aangebracht met daarop het wapen. Deze steen toont het schild op de bekende wijze, vergelijkbaar met het huidige gemeentewapen, met daarop de zwaan met gespreide vleugels. De kroon waarin de zwaan is geplaatst is echter een antieke kroon. In 1724 en 1728 werd het stadswapen afgebeeld met een kroon met drie fleurons met daartussen drie parels. De zwaan wordt nu niet met gespreide vleugels, maar met de vleugels op de rug afgebeeld. Om de hals heeft de zwaan een kroon met drie fleurons. Qua voorstelling is dit wapen gelijk aan een eerder zegel, maar dan met moderne kronen.

### Verenigd Koninkrijk der Nederlanden

Wapen verleend door WIllem I

Gedurende het Verenigd Koninkrijk der Nederlanden werd door koning Willem I aan de stad een wapen verleend met een Nederlandse markiezenkroon (dus een kroon van vijf fleurons). Dit in tegenstelling tot het historische wapen dat een kroon met drie fleurons met daartussen twee keer drie parels kende. In 1838 werd de dwarsbalk vervangen door een verkorte dwarsbalk. Op het schild kwam voor het eerst de zwaan in een Nederlandse markiezenkroon te zitten. Noch de verkorte dwarsbalk, noch de markiezenkroon zijn historisch gezien te verantwoorden. Deze aanpassingen, uit 1819 en 1838, werden in 1990 ongedaan gemaakt. Het huidige wapen is daarmee vrijwel gelijk aan de voorstellingen uit 1724 en 1728.

## Wapen van Limburg
Het wapen van Limburg heeft twee schildhouders: het hert uit het wapen van Hasselt en de zwaan van Tongeren.